# Lac Green
Pour les articles homonymes, voir Green Lake.
Le lac Green (en anglais : Green Lake) est un lac américain dans le comté de Pierce, dans l'État de Washington. Il est situé à 973 mètres d'altitude au sein de la Mount Rainier Wilderness, dans le parc national du mont Rainier.